# Овчаров, Степан Поликарпович
Степан Поликарпович Овчаров (1903, Сумская область — 27 октября 1951) — советский военнослужащий, участник Великой Отечественной войны, Герой Советского Союза, стрелок 955-го стрелкового полка 309-й стрелковой дивизии 40-й армии Воронежского фронта, красноармеец.

## Биография
Родился в 1903 году в селе Набережное ныне Тростянецкого района Сумской области. В Красной Армии с 1943 года. Участник Великой Отечественной войны с августа 1943 года. Сражался на Воронежском и 1-м Украинском фронтах. Был ранен.
Стрелок 955-го стрелкового полка красноармеец С. П. Овчаров в ночь на 22 сентября 1943 года преодолел Днепр у села Монастырёк в составе штурмовой группы, которая с ходу вступила в бой за плацдарм и выбила противника из траншеи. Лично уничтожил более 20 врагов.
22 сентября 1943 года при отражении контратаки в рукопашной схватке уничтожил 12 вражеских солдат и удержал рубеж до подхода подкреплений.
Указом Президиума Верховного Совета СССР от 23 октября 1943 года за образцовое выполнение боевых заданий командования на фронте борьбы с немецко-фашистскими захватчиками и проявленные при этом мужество и героизм, красноармейцу Овчарову Степану Поликарповичу присвоено звание Героя Советского Союза с вручением ордена Ленина и медали «Золотая Звезда».
В 1945 году сержант С. П. Овчаров демобилизован. Возвратился в родное село. Работал в колхозе. Умер 27 октября 1951 года.
Награждён орденом Ленина, медалями.